# Bemidji Curling Club
Der Bemidji Curling Club ist ein US-amerikanischer Curlingverein aus Bemidji, Minnesota. Er ist vielfacher Titelträger bei Landes- und nationalen Meisterschaften. Größte Erfolge sind der Gewinn der Silbermedaille des Frauenteams bei der Weltmeisterschaft 2005 und die Bronzemedaille des Männerteams für die Vereinigten Staaten bei den Olympischen Winterspielen 2006 in Turin.

## Geschichte

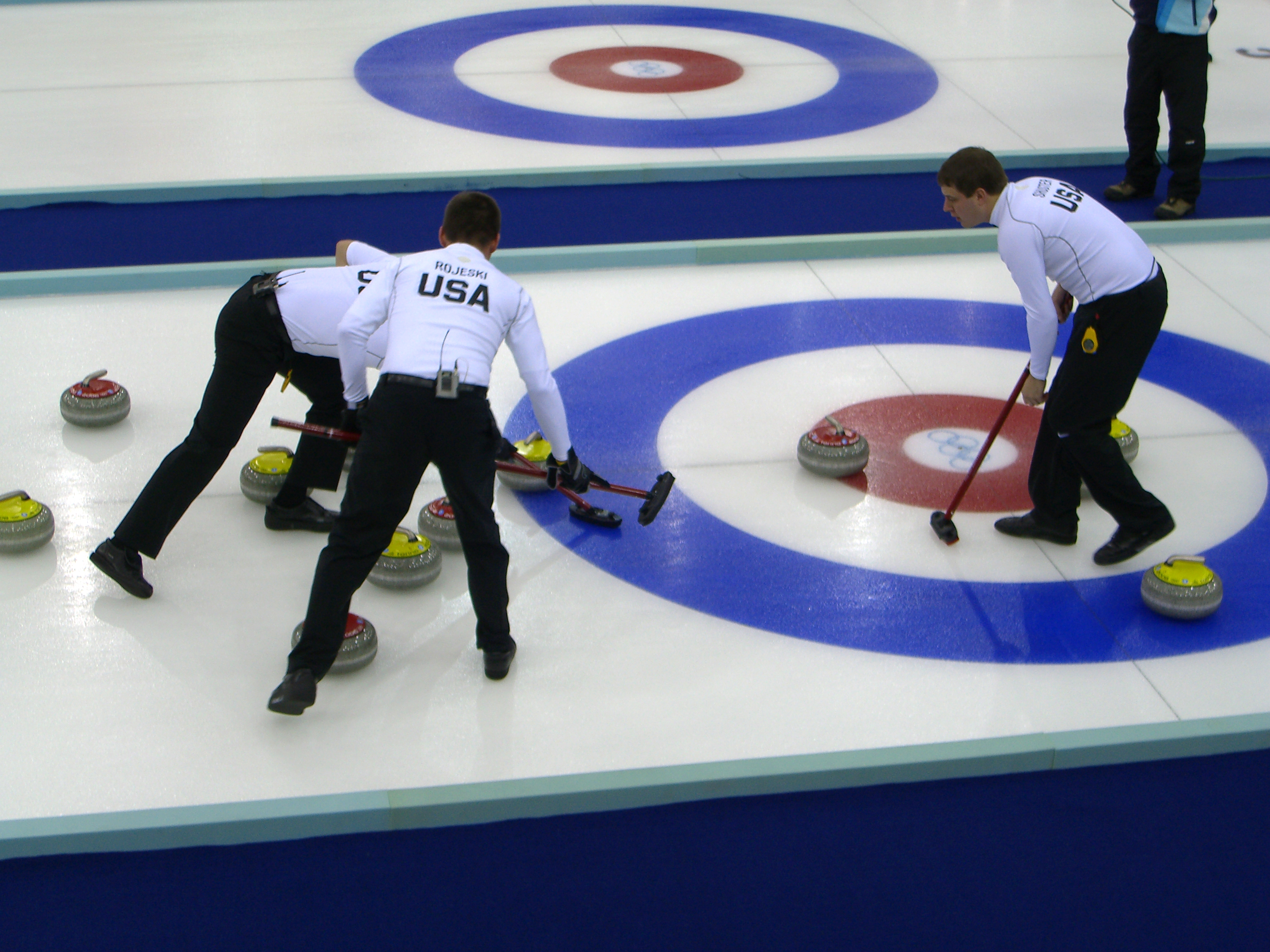
Mitglieder des Bemidji Curling Club als Team USA bei den Olympischen Spielen 2006

Die Geschichte des Bemidji Curling Clubs beginnt in den 1930er Jahren. 1952 konnte die erste landesweite Meisterschaft von Minnesota gewonnen werden. In den folgenden Jahren wurde der Titel zwei weitere Male errungen. 1979 gewann das Team um Scott Baird neben der vierten Landesmeisterschaft für den Bemidji Curling Club auch erstmals die nationale Meisterschaft. In den 1990er Jahren stieg der Verein zu einem der führenden Curling-Clubs der Vereinigten Staaten auf. Zahlreiche Titel auf Landes- und nationaler Ebene konnten gewonnen werden. Vor allem im Juniorenbereich konnten Erfolge erzielt werden. Höhepunkt war der Weltmeistertitel der Juniorinnen unter Führung von Cassandra Johnson im Jahre 2002. Darüber hinaus gelang auch den Herren- und Damenteams mehrmals die Qualifikation, das Team USA bei Weltmeisterschaften und Olympischen Spielen bilden zu dürfen. 2005 gewann die Damenmannschaft die WM-Silbermedaille, 2006 unterlag das Herrenteam bei den Olympischen Spielen erst im Halbfinale dem späteren Sieger Kanada und gewann Bronze.

## Größte Erfolge

### Olympische Spiele
- Bronzemedaille der Herren 2006
- 4. Platz der Damen 2002

### Weltmeisterschaften
- Juniorinnen-Weltmeister 2002
- Silbermedaille der Damen 2005
- Bronze der Junioren 1991

### Nationale Meisterschaften
- Herren 1979, 1993, 1994, 2003, 2005, 2006
- Damen 2005
- Mixed 1980, 1982, 1992, 1994
- Junioren 1991, 1992, 1997, 2000
- Juniorinnen 1990, 1995, 1997, 1998, 1999, 2002, 2003

## Bekannte Spieler
- Scott Baird
- Pete Fenson
- Cassandra Johnson